# Amanda Schull
Amanda Schull (Honolulu, 26 de agosto de 1978) es una actriz estadounidense y exbailarina de ballet. Es más conocida por su papel principal en la película de 2000 Center Stage y por sus recurrentes papeles en One Tree Hill, Pretty Little Liars y Suits. También protagonizó la serie de televisión Syfy 12 Monos.

## Primeros años
Schull nació en Honolulu. Es hija de Susan Schull, presidenta de Ballet Hawaii. Asistió a la escuela Punahou y se entrenó en el Hawái State Ballet bajo la instrucción de John Landovsky.
A Schull le ofrecieron una beca para estudiar ballet en la Universidad de Indiana. Mientras estaba en la Universidad de Indiana, se unió a Delta Delta Delta. Durante su segundo año (como estudiante de ballet y periodismo), asistió al curso intensivo de verano de la Escuela de Ballet de San Francisco. Posteriormente, SFBS le ofreció a Schull una beca para continuar sus estudios durante un año más.
Cuando la beca de un año de duración de Schull terminó en 1999, el director artístico del San Francisco Ballet le ofreció un aprendizaje que ella aceptó. Después de filmar Center Stage, se unió a SFB como miembro de tiempo completo de su cuerpo de ballet.

## Carrera
Schull actuó como protagonista en el papel de Jody Sawyer en la película Center Stage del año 2000, cuando aún era aprendiz en el Ballet de San Francisco. Más tarde, ese mismo año, fue elegida como Davina Mayhan, la hermana mayor del personaje del título en la exitosa sitcom My Family and Me (Mi familia y yo) de YTV. Ella representó al personaje desde la tercera temporada del programa hasta la última.
En abril de 2006, Schull se retiró del San Francisco Ballet. En mayo de 2008 viajó a Australia para filmar la adaptación cinematográfica de Mao's Last Dancer, de Li Cunxin. En Mao's Last Dancer, estrenada en Norteamérica en 2010, Schull tiene un papel importante como Elizabeth "Liz" Mackey, la novia (y más tarde, primera esposa) de Li Cunxin.
En 2009, Schull tuvo un papel de estrella invitada en el programa de Fox TV, Lie to Me (temporada 1, episodio 4). El mismo año, fue vista en la película Lifetime Movie Sorority Wars protagonizada por Lucy Hale y Courtney Thorne-Smith. También fue invitada en The CW's One Tree Hill como Sara, el espíritu y la memoria de la difunta esposa de Clay (interpretada por Robert Buckley), y también como la aspirante a amante de Clay que tiene un parecido sorprendente con Sara-Katie Ryan. Ella protagonizó un episodio de Ghost Whisperer (tragedia griega) en 2009, y el episodio 14 de Bones, en 2010. Schull apareció una y otra vez como Meredith, que es la antigua amante del padre de Aria (el personaje de Lucy Hale), en la serie de ABC Family Pretty Little Liars. También apareció en un episodio de Hawaii Five-0. En marzo de 2012, apareció en un comercial de McDonald's para el Shamrock Shake y en abril protagonizó un episodio de Psych. También en 2012 apareció en un episodio de "Grimm" como Lucinda, un personaje que se parece a Cenicienta, pero con un giro. Desde 2013, ha aparecido en el papel recurrente de Katrina Bennett en Suits de USA. En marzo de 2018, fue ascendida a regular de serie para la octava temporada de Suits.
En noviembre de 2013, Schull fue elegida como Cassandra Railly en la serie de televisión 12 Monkeys, basada en la película de 1995 del mismo nombre. El programa se estrenó el 16 de enero de 2015.

## Vida personal
La madre de Schull es Susan Schull, la presidenta de Ballet Hawái. Schull conoció a su esposo mientras grababa Mao's Last Dancer en Australia. El 25 de febrero de 2020, Schull dio a luz al primer hijo de la pareja, un varón llamado George Paterson Wilson VI.

## Filmografía
| Año  | Título            | Papel                                 |
| ---- | ----------------- | ------------------------------------- |
| 2000 | Center Stage      | Jody Sawyer                           |
| 2007 | Women on Top      | Becca King                            |
| 2009 | Mao's Last Dancer | Elizabeth Mackey                      |
| 2011 | J. Edgar          | Anita Colby                           |
| 2016 | I Am Wrath        | Abbie                                 |
| 2017 | Devil's Gate      | Agente Especial del FBI Daria Francis |
| 2022 | 'Romance Retreat' | Danna                                 |

| Año       | Título                       | Papel                      | Notas                                                               |
| --------- | ---------------------------- | -------------------------- | ------------------------------------------------------------------- |
| 2000–2007 | My Family and Me             | Davina Mayhan Van Buren    | Papel principal (temporadas 3-9)[cita requerida] (serie YTV)        |
| 2008      | The Cleaner                  | Aileen                     | Episodio: "Five Little Words"                                       |
| 2008      | Cold Case                    | Allison 'Ally' Thurston    | Episodio: "Wings"                                                   |
| 2009      | Ghost Whisperer              | Emily Harris               | Episodio: "Greek Tragedy"                                           |
| 2009      | Lie to Me                    | Phoebe Headling            | Episodio: "Love Always"                                             |
| 2009      | Sorority Wars                | Gwen                       | Película para televisión (Lifetime)                                 |
| 2009–2010 | One Tree Hill                | Sara Evans / Katie Ryan    | Papel recurrente; 13 episodios                                      |
| 2010      | Bones                        | Neviah Larkin              | Episodio: "The Devil in the Details"                                |
| 2010–2013 | Pretty Little Liars          | Meredith Sorenson          | Papel recurrente (temporadas 1-3), 7 episodios                      |
| 2011      | Hawaii Five-0                | Nicole Duncan              | Episodio: "He Kane Hewa' Ole"                                       |
| 2011      | Castle                       | Joy Jones                  | Episodio: "Pretty Dead"                                             |
| 2011      | Two and a Half Men           | Alicia                     | Episodio: "Thank You for the Intercourse"                           |
| 2012      | Psych                        | Thea Summers / Dalia Towne | Episodio: "Santabarbaratown"                                        |
| 2012      | Grimm                        | Lucinda Jarvis             | Episodio: "Happily Ever Aftermath"                                  |
| 2012      | The Mentalist                | Marcy Victor               | Episodio: "Red Rover, Red Rover"                                    |
| 2012      | Vegas                        | Carol Reyes                | Episodio: "Money Plays"                                             |
| 2012      | Imaginary Friend             | Brittany                   | Película para televisión (Lifetime)                                 |
| 2013      | Hunt for the Labrynth Killer | Shelby Cook                | Película para televisión (Lifetime)                                 |
| 2013      | The Arrangement              | Melody                     | Película para televisión (USA)                                      |
| 2013–2019 | Suits                        | Katrina Bennett            | Papel recurrente (temporadas 2–7); papel principal (temporadas 8-9) |
| 2013      | Nikita                       | Naomi Ceaver               | Episodio: "Black Badge"                                             |
| 2014      | Suburgatory                  | Linda                      | Episodio: "The Ballad of Piggy Duckworth"                           |
| 2014      | Betrayed                     | Julie                      | Película para televisión                                            |
| 2015–2018 | 12 Monkeys                   | Dr. Cassandra Railly       | Papel principal                                                     |
| 2016      | Murder in the First          | Melissa Danson             | Recurrente (temporada 3), 6 episodios                               |
| 2018      | Love, Once and Always        | Lucy                       | Película para televisión (Hallmark)                                 |